# Далекосхідний федеральний округ
Далекосхі́дний федерáльний óкруг (рос. Дальневосточный федеральный округ) — один з восьми федеральних округів Росії. Населення — 6 291 900 чоловік за переписом 2010 року (4,57 % від населення країни), площа — 6 215 900 км² (36,4 % площі країни, найбільший федеральний округ в Росії). Регіональний центр — місто Владивосток. Поточний представник президента в регіоні — Трутнєв Юрій Петрович.
Основні напрями економіки: гірничодобувна, золотодобувна, рибна і лісова промисловість, кольорова металургія і суднобудування.

## Склад округу

Мапа Далекосхідного федерального округу.

Далекосхідний федеральний округ покриває територію Російського Далекого Сходу і підрозділяється на 11 регіонів:
1. Амурська область
2. Республіка Бурятія (з 3 листопада 2018[2])
3. Єврейська автономна область
4. Забайкальський край (з 3 листопада 2018[2])
5. Камчатський край
6. Магаданська область
7. Приморський край
8. Республіка Саха
9. Сахалінська область
10. Хабаровський край
11. Чукотський автономний округ